# Creoleon languescens
Creoleon languescens är en insektsart som beskrevs av Navás 1936. Creoleon languescens ingår i släktet Creoleon och familjen myrlejonsländor. Inga underarter finns listade i Catalogue of Life.